# Столбунское Будище
Столбунское Будище (бел. Стаўбунскае Будзішча) — деревня в Столбунском сельсовете Ветковского района Гомельской области Белоруссии.

## Административное устройство
До 11 января 2023 года входила в состав Яновского сельсовета. В связи с объединением Столбунского, Малонемковского и Яновского сельсоветов Ветковского района Гомельской области в одну административно-территориальную единицу — Столбунский сельсовет, включена в состав Столбунского сельсовета.

## География

### Расположение
В 43 км на северо-восток от Ветки, 65 км от Гомеля.

## Транспортная сеть
Рядом автодорога Яново — Ветка. Планировка состоит из прямолинейной, близкой к широтной ориентации улицы, которая по центру пересекается короткой улицей. Застройка деревянная, усадебного типа.

## История
По письменным источникам известна с XVIII века как деревня в Столбунской волости Белицкого, с 1852 года Гомельского уезда Могилёвской губернии. В 1785 году во владении арендатора К. Вишинского. Согласно переписи 1897 года деревня Будище (она же Слободка); располагались: школа грамоты, хлебозапасный магазин, 2 ветряные мельницы. В 1909 году 737 десятин земли.
В 1926 году почтовый пункт, школа. С 8 декабря 1926 года по 30 декабря 1927 года центр Будищестолбунского сельсовета Ветковского района Гомельского округа. В 1929 году создан колхоз «Борьба», работала кузница. Во время Великой Отечественной войны 65 жителей погибли на фронте. В 1959 году в составе совхоза «Яново» (центр — деревня Яново).

## Население

### Численность
- 2004 год — 29 хозяйств, 44 жителя.

### Динамика
- 1897 год — 60 дворов 441 житель (согласно переписи).
- 1909 год — 71 двор, 528 жителей.
- 1926 год — 90 дворов.
- 1959 год — 399 жителей (согласно переписи).
- 2004 год — 29 хозяйств, 44 жителя.